# Crosman C11
La Crosman C11 es una pistola semiautomática de gas CO2 pre-comprimido. Capaz de disparar balines BB de acero calibre 4,5 mm. Es una de las pistolas de gas más vendidas y una de las de mejor desempeño fabricadas por Crosman.

## Diseño
La pistola está hecha mayormente en polímero, con una corredera metálica y cañón de acero. Utiliza un cargador extraíble con capacidad para 20 balines. Para disparar, utiliza unas pequeñas cápsulas de gas CO2 pre-comprimido que se encuentran dentro de la empuñadura. Para instalarlas, las cachas se deslizan hacia atrás, tal como se muestra en la imagen. Al accionar el CO2, este impulsa los balines. La Crosman C11 tiene un riel para accesorios bajo el cañón. Sobre el cañón se le agregan ciertos accesorios que albergan otros accesorios (C11 Tactical).

## Variantes
Entre las variantes de la C11 se encuentran:
- C11 Tactical Versión de la C11 con rieles, puntero laser y silenciador (para una mayor distancia de alcance)

### Serie C
La Crosman C11 está dentro de la Serie C de Crosman
- C21 No se considera una variante de la C11, pero si de la serie C de Crosman, es un poco más larga y potente, pero puede usar el mismo cargador que la C11.
- C31 Es un poco más potente y pesada que la C11, pero tiene la misma longitud y también puede usar el mismo cargador y contenedores de CO2. Incluye mecanismos de puntería con incrustaciones de fibra óptica, verde en el alza y rojo en el punto de mira.
- C41 Versión similar a la Walther P38, es más pesada que la C11 y también usa los mismos cargadores y contenedores de CO2.

Otras variantes del C11 son la Pistola 1088, Pistola T4 y PRO-77